# كليف تشادويك
كليف تشادويك (بالإنجليزية: Cliff Chadwick)‏ (26 يناير 1914 في المملكة المتحدة - ) هو مدرب كرة قدم ولاعب كرة قدم بريطاني في مركز جناح ‏. لعب مع أولدهام أثلتيك ونادي ميدلزبره وهال سيتي وفليتوود تاون وStockton F.C. ‏ وTurton F.C. ‏ ودارلينجتون إف سى.